# Гендин, Александр Моисеевич
Алекса́ндр Моисе́евич Ге́ндин (30 марта 1930, Минск, Белорусская ССР, СССР — 27 октября 2015, Красноярск, Российская Федерация) — советский и российский философ и социолог, специалист по проблемам методологии социального прогнозирования, философии и социологии образования.
Доктор философских наук (1972), профессор (1976), член-корреспондент РАО по Отделению философии образования и теоретической педагогики (1992). Заслуженный деятель науки Российской Федерации.
Научный руководитель и участник исследований Центра комплексных социологических исследований КГПУ имени В. П. Астафьева.

## Биография
Родился 30 марта 1930 года в Минске.
В 1948 году окончил мужскую среднюю школу № 6 в городе Калинине.
В 1953 году с отличием окончил философский факультет Ленинградского государственного университета.
В 1953—1957 годах — преподаватель философии в Якутской областной партийной школе, в 1957—1960 годах — преподаватель философии в Красноярской межобластной партийной школе, в 1960—1967 годах — преподаватель философии Красноярского сельскохозяйственного института.
В 1961 году окончил заочную аспирантуру при Красноярском государственном педагогическом институте.
В 1962 году в Томском государственном университете имени В. В. Куйбышева защитил диссертацию на соискание учёной степени кандидата философских наук по теме «Владимир Ильич Ленин о соотношении необходимости и случайности в общественно-революционном процессе».
С 1966 года — работа в Красноярском государственном педагогическом институте, c 1971 года по начало 2013 года — заведующий кафедрой философии и социологии.
В 1972 году в Уральском государственном университете имени А. М. Горького защитил диссертацию на соискание учёной степени доктора философских наук по теме «Предвидение и цель в развитии общества: (Философско-социологические аспекты социального прогнозирования)».
В 1976 году присвоено учёное звание профессора.
16 июня 1992 года избран членом-корреспондентом Российской академии образования по Отделению философии образования и теоретической педагогики.
С 1993 года — почётный профессор КГПУ имени В. П. Астафьева.
Действительный член Академии гуманитарных наук и Международной академии наук высшей школы, почётный член ССА/РОС,
Автор более 330 научных работ, в том числе 25 индивидуальных и коллективных монографий, десятков статей в центральных и зарубежных изданиях.
В течение многих лет был членом специальных советов по защите диссертаций в Новосибирске и Иркутске, член двух докторских советов в Красноярске — по философии при СФУ и по педагогике — при КГПУ имени В. П. Астафьева. Под руководством А. М. Гендина защитили кандидатские диссертации 25 аспирантов и соискателей. Девять человек из них стали докторами наук.
Член редакционного совета «Вестника Красноярского педагогического университета имени В. П. Астафьева».

## Научная деятельность
А. М. Гендин, основываясь на органическом единстве социального детерминизма и социальной гносеологии, исследовал диалектику предвидения и целеполагания. Им была выяснена структура процесса социального прогнозирования, которое понималось как последовательная смена концептуальных схем, являющихся
аналогами этапов и факторов становления будущего в реальности, и принимающих во внимание воздействие самих предсказаний (т. н. «эффект Эдипа») на цели и целенаправленную деятельность, которая формирует новые порядки в обществе.
В своих трудах А. М. Гендин уделял большое внимание вопросам соединения поискового и нормативного подходов для лучшего постижении грядущего, а также соотношения достоверности и вероятности в прогностической информации. Кроме того в своих работах, посвящённых вопросам образования, А. М. Гендин рассмотрел его социально-философское значение и перспективные пути развития в условиях современного непостоянного общества. Основываясь на обобщении материалов социологических исследований, он проанализировал развитие ценностных стремлений и профессионально-жизненных намерений молодёжи, на которые оказывают своё противоречивое влияние условия переходного времени в российской истории.
А. М. Гендин выступал в качестве основателя и научного руководителя издававшегося в 1975—1989 годы республиканского межвузовского сборника по методологии и методике социального прогнозирования — республик «Проблемы социального прогнозирования», вышедшего в количестве 14 тематических выпусков.

## Интересные факты
- Куратором А. М. Гендина в ЛГУ был Р. А. Медведев[6].

## Научные труды

### Монографии и учебные пособия
- Гендин А. М. Предвидение и цель в развитии общества : (философско-социологические аспекты социального прогнозирования) / гл. ред. В. Ф. Голосов. — Красноярск: Красноярский гос. пед. институт, 1970. — 435 с. — 1500 экз.
- Методические рекомендации к изучению спецкурса "Социальные проблемы профессиональной ориентации учащейся молодёжи" / сост.: А. М. Гендин, М. И. Сергеев, А. Н. Фалалеев. — Красноярск: Красноярский рабочий, 1982. — 45 с.
- Физическая культура в жизни детей дошкольного возраста (Методология и мег исследования). АН СССР, ИСИ, ССА, Спорткомитет СССР. (Части 1, 2, 3). — М. 1985. (В соавторстве).
- Гендин А. М., Сергеев М. И., Фалалеев А. Н. Вопросы методологии и методики исследования и организации профориентации учащейся молодежи (в условиях Сибирского региона) : учебно-методическое пособие. — Красноярск: КГПИ, 1987. — 93 с.
- Гендин А. М., Майер Р. А., Сергеев М. И. Состояние и факторы развития физической культуры и здорового образа жизни школьников: Методология и методика социологического исследования / А. М. Гендин, Р. А. Майер, М. И. Сергеев ; Сиб. отд-ние ССА АН СССР и др.. — Новосибирск, Красноярск: КГПИ, 1989. — 216 с.
- Аверин С. П., Бордуков М. И., Гендин А. М. Социокультурный анализ состояния современной школы: (по материалам исследования в г. Красноярске). — Красноярск: КГПИ, 1992. — 107 с.
- Формирование контингента студентов педагогического университета и их ориентация на учительскую профессию : (По материалам социологического исследования) / А. М. Гендин, М. И. Сергеев, М. И. Бордуков и др.. — Красноярск: КГПУ, 1993. — 46 с.
- Гендин А. М., Сергеев М. И., Аверин С. П. Общеобразовательная школа: состояние и тенденции развития в современных условиях: (По материалам социол. исслед. в Краснояр. крае) / А. М. Гендин, М. И. Сергеев, С. П. Аверин; Гл. упр. нар. образования Администрации Краснояр. края, Краснояр. краев. центр непрерыв. повышения квалификации пед. кадров. — Красноярск: Краснояр. краевой центр непрерыв. повышения квалификации пед. кадров, 1995. — 175 с.
- Ориентация на учительскую профессию абитуриентов педагогического вуза (конкретно-социологический анализ) : учеб.-метод. пособие / Гендин А. М., Фалалеев А. Н., Бордуков М. И. и др.. — Красноярск: КГПУ, 1997. — 92 с.
- Гендин А. М., Политахина Л. М., Сергеев М. И., Савчкова Л. В., Фалалеев А. Н., Иванов В. П. Становление школы нового типа: (по материалам социологического исследования). — Красноярск: КГПУ, 1995. — 128 с.
- Гендин А. М., Сергеев М. И., Майер Р. А., Бордуков М. И., Фалалеев А. Н., Иванов В. П. Подготовка и повышение квалификации педагогических кадров в Красноярском крае : (по материалам социологических исследований). — Красноярск: КГПУ, 1996. — 128 с.
- Методика изучения общественного мнения и определения рейтинга при аттестации учителей и руководителей школ / Ю. Е. Васильев, А. М. Гендин, Р. А. Майер и др.. — Красноярск: Сибирь, 1996. — 35 с.
- Студент педагогического вуза (социологический портрет). — Красноярск: КГПУ, 1998 (В соавторстве.).
- Гендин А. М., Сергеев М. И., Томашова Г. Т. Дошкольное учреждение в условиях реформирования системы образования : (опыт комплексного социологического исследования). — Красноярск: КГПУ, 1998. — 134 с. — 100 экз.
- Гендин А. М., Аверин С. П., Сергеев М. И. Социологический мониторинг состояния и развития школы нового типа : (По материалам исследования в школе N 77 г.Красноярска). — Красноярск: ИПКРО, 1999. — 111 с.
- Региональные проблемы подготовки и функционирования педагогических кадров в новых условиях (социологический анализ) / А. М. Гендин, М. И. Сергеев, Н. И. Дроздов и др.. — Красноярск: КГПУ, 1999. — 259 с.
- Гендин А. М., Дроздов Н. И., Майер Р. А., Сергеев М. И. Формирование духовной культуры студентов педагогического вуза : (социологический анализ). — Красноярск: КГПУ, 2001. — 249 с.
- Работа детского сада по инновационной программе (по материалам социологии исследования) -Красноярск. КГПУ 2001. (В соавторстве).
- Подготовка и функционирование педагогических кадров в системе специального (коррекционного) образования в регионе : (По материалам социологического исследования) / А. М. Гендин, А. А. Дмитриев, М. И. Сергеев и др; Отв. ред. Р. А. Майер. — Красноярск: КГПУ, 2002. — 175 с.
- Гендин А. М., Сергеев М. И., Шевчук Ю. В. Формирование нравственно-волевых черт характера учащихся школ спортивной ориентации: (социально-педагогический анализ). — Красноярск: КГПУ, 2003. — 146 с. — 100 экз. — ISBN 5-85981-020-2.
- Гендин А. М., Дроздов Н. И., Бордуков М. И., Сергеев М. И. Профессиональные планы выпускников педагогического университета и степень их подготовленности к работе в школе (по материалам социологического исследования) / А. М. Гендин и др.; Краснояр. гос. пед. ун-т, Центр комплекс. социол. исслед., М-во образования Рос. Федерации. — Красноярск: КГПУ, 2003. — 72 с.
- Гендин А. М., Дмитриев А. А., Сергеев М. И., Дмитриева Л. А. Социокультурные аспекты функционирования педагогических кадров в системе специального образования : учебно-методическое пособие / Гл. ред. Д. И. Фельдштейн, отв. ред. С. К. Бондырева; Рос. акад. образования, Моск. психол.-соц. ин-т. — М., Воронеж: МПСИ: МОДЭК, 2004. — 175 с. — (Библиотека педагога-практика). — 5000 экз. — ISBN 5-89502-546-3.
- Майер Р. А., Гендин А. М., Сергеев М. И. Выпускники педагогического вуза о своих профессиональных планах и качестве профессиональной подготовки (по материалам социологического исследования) / Отв. ред. проф. М. И. Бордуков. — Красноярск: КГПУ имени В. П. Астафьева, 2005. — 95 с. — 100 экз. — ISBN 5-85981-045-8.
- Аверин С. П., Гендин А. М., Сергеев М. И. Актуальные проблемы непрерывного педагогического образования: (по материалам социологического исследования). — Красноярск: Краснояр. ин-т повышения квалификации работников образования, 2005. — 176 с. — 100 экз.
- Кофман Я. М., Гендин А. М., Сергеев М. И. Изучение потребностей еврейских детей Сибирского и Дальневосточного регионов / А. М. Гендин, Я. М. Кофман, М. И. Сергеев; "Джойнт", благотворит. фонд, Краснояр. фил., Ин-т соц. и обществ. работников Сибири и Дал. Востока. — Красноярск: Красноярский писатель, 2005. — 169 с. — 200 экз. — ISBN 5-94491-123-9.
- Актуальные проблемы непрерывного педагогического образования (по матер социологического исследования). — Красноярск. РИО КГПУ, 2005.
- Гендин А. М., Дроздов Н. И., Сергеев М. И. Профессиональная подготовка учительских кадров в педагогическом вузе. — Красноярск: КГПУ имени В. П. Астафьева, 2007. — 347 с. — 150 экз. — ISBN 978-5-85981-230-1.
- Гендин А. М., Дроздов Н. И., Сергеев М. И. Студенты педагогического вуза о качестве своей подготовки к учительской деятельности и профессиональных планах : социологический анализ. — Красноярск: КГПУ имени В. П. Астафьева, 2010. — 268 с. — 100 экз. — ISBN 978-5-85981-392-6.
- Гендин А. М., Дроздов Н. И., Сергеев М. И. Подготовка учителя в педагогическом вузе по оценке студентов : социологический анализ / отв. ред. М. И. Шилова. — Красноярск: КГПУ имени В. П. Астафьева, 2011. — 190 с. — 100 экз.
- Гендин А. М., Дроздов Н. И., Валяева Е. В. Образовательные ценности старшеклассников и социокультурный контекст их формирования и реализации : монографии. — Красноярск: КГПУ имени В. П. Астафьева, 2012. — 284 с. — (Юбилейная серия изданий КГПУ имени В. П. Астафьева, 1932-2012). — 100 экз. — ISBN 978-5-85981-509-8.
- Гендин А. М., Пинаев В. А., Сергеев М. И. Десять лет спустя: эволюция духовной культуры выпускников педагогического вуза (по материалам мониторинга) : монография. — КГПУ имени В. П. Астафьева, 2013. — 248 с. — 100 экз. — ISBN 978-5-85981-635-4.

### Главы и разделы коллективных монографий
- Волюнтаристский характер буржуазных концепций будущего (Глава X) // Методологические проблемы социального предвидения. — Киев: Наукова думка, 1977.
- Социальное познание как основа планирования общественных процессов (Глава IV) // Социальное познание и социальное управление. — Киев: Наукова думка, 1979.
- Профессиональная ориентация учащихся как показатель социальной эффективности образования // Социальная эффективность образования. — М.: АН СССР ИСИ ССА, 1983.
- Актуальные вопросы методологии научно-технического прогнозирования // «Фундаментальные исследования и научно-технический прогресс». — Новосибирск: Наука, Сибирское отделение, 1985.
- Ориентация выпускников общеобразовательной школы на высшее образование // Формирование пополнений советской интеллигенции. — М: АН СССР, ИСИ, ССА, 1985. (В соавторстве).
- Жизненные планы и ценностные ориентации молодежи, избирающей рабочие профессии// Социальные проблемы подготовки и труда молодого пополнения рабочего класса. АН ИСИ, ССА. — М., 1986. (В соавторстве).
- Отражение и предвидение. (Глава 5) // Диалектика познания. — Л., 1988.
- Опыт реализации инновационной программы в общеобразовательной школе: (по материалам социологического исследования) / А. М. Гендин и др.; отв. ред. Н. И. Дроздов. — Красноярск: КГПУ, 2001. — 190 с. — 100 экз. — ISBN 5-85981-119-5.
- Гендин А. М. Социокультурная характеристика педагогов инновационной школы [№ 71 г. Красноярска] (по материалам социологического исследования) // Образование и социализация личности в современном обществе : сборник научных статей / М-во образования Рос. Федерации, Сиб. отд-ние Рос. акад. образования, Краснояр. гос. пед. ун-т; редкол.: М. И. Шилова (отв. ред.), А. М. Гендин, А. Н. Фалалеев. — Красноярск: КГПУ, 2002. — 207 с. — 150 экз. — ISBN 5-85981-008-3.
- Формирование здорового образа жизни студентов: (социокультурный анализ) / А. М. Гендин и др.; отв. ред. В. Р. Майер. — Красноярск: КГПУ имени В. П. Астафьева, 2004. — 312 с. — ISBN 5-85981-104-7.
- Условия и факторы формирования здорового образа жизни учащейся молодежи в современных условиях / А. М. Гендин и др.. — Красноярск: КГПУ имени В. П. Астафьева, 2004. — 227 с. — ISBN 5-85981-001-6.
- Качество подготовки педагогических кадров и актуальные проблемы повышения их квалификации (социологический анализ) / А. М. Гендин и др.; отв. ред. Я. М. Кофман. — Красноярск: КГПУ имени В. П. Астафьева, 2005. — 312 с. — 100 экз. — ISBN 5-85981-088-1.
- Сибирский характер как ценность : коллективная монография. Вып. 2 / авт. кол.: Б. Е. Андюсев и др.; М-во образования Рос. Федерации, ГОУ ВПО "Краснояр. гос. пед. ун-т им. В. П. Астафьева", Сиб. отд-ние Рос. акад. образования ; под общ. ред. М. И. Шиловой. — Красноярск: КГПУ имени В. П. Астафьева, 2007. — 294 с. — 500 экз. — ISBN 978-5-85981-247-9.

### Статьи
на русском языке
- Гендин А. М. Необходимость и случайность в развитии общества // По ленинскому пути. — Якутск, 1957. — № 12.
- Гендин А. М. Роль социального предвидения и цели в развитии социалистического общества // Философские науки. — 1966. — № 1.
- Гендин А. М. Социальное прогнозирование в интерпретации Карла Поппера // Вопросы философии. — 1969. — № 4.
- Гендин А. М. "Эффект Эдипа" и методологические проблемы социального прогнозирования // Вопросы философии. — 1970. — № 5.
- Гендин А. М. Социальный прогноз: диалектика достоверности и вероятности // Философские науки. — 1981. — № 3.
- Гендин А. М. Общественно-психологические аспекты социального целеполагания // Философские науки. — 1983. — № 5.
- Гендин А. М. Предмет и основные функции социальной прогностики // Философские науки. — 1985. — № 4.
- Гендин А. М. Личностное прогнозирование: специфика и основные формы // Вопросы прогнозирования планирования развития личности. — Красноярск, 1985. — Вып. 10 Проблемы социального прогнозирования.
- Проблема реальности будущего и методологические основания социального предвидения Мировоззренческие вопросы предвидения и времени. — Саратов, 1986.
- Гендин А. М. Методологические ориентиры современной буржуазной футурологии // Вопросы философии. — 1987. — № 3.
- Гендин А. М., Сергеев М. И., Фалалеев А. Н. Исследование ориентации сельских школьников на профессии аграрного профиля в условиях региона: (на материалах Красноярского края) // XXVII съезд КПСС и пути ускорения социального развития Сибири: тезисы докладов Всесоюзной конференции 20-22 января 1987 г. / Акад. наук СССР, Сиб. отд-ние Сов. социол. ассоц., Краснояр. фил. ;отв. ред. В. В. Сартаков. — Красноярск, Новосибирск: ССА, 1987. — 83 с.
- Гендин А. М., Сергеев М. И., Фалалеев А. Н. Эволюция ориентации школьников на ценности духовной культуры в условиях формирования рыночных отношений (по материалам социологических исследований 1982-1994 гг.) // Образование в Сибири. — 1995. — № 2.
- Гендин А. М. Образование в постсоциалистическом обществе: специфика развития и перспективы выхода кризиса // Образование в Сибири. — 1995. — № 2.
- Гендин A. M., Сергеев М. И. Ценностная мотивация выбора школьниками учительской профессии // Современные образовательные стратегии и духовное развитие личности. Материалы Всерос. науч. конф. Ч. II. Томск, 27-28 марта 1996 г..
- Гендин А. М., Сергеев М. И. Профориентация школьников // Социологические исследования. — 1996. — № 8. — С. 66—72.
- Гендин А. М., Сергеев М. И. Реформирование школы в зеркале учительских мнений // Социологические исследования. — 2000. — № 12. — С. 64—70.
- Сергеев М. И., Гендин А. М. Центр комплексных социологических исследований // Научный ежегодник Красноярского государственного педагогического университета. — Красноярск: КГПУ имени В. П. Астафьева, 2000. — Вып. 1. — С. 200—202.
- Гендин А. М. Социальная направленность экологического образования // Образование и социализация личное в современном обществе: Сб. науч. ст.. — Красноярск: РИО КГПУ, 2002.
- Гендин А. М. "Сущее" и "должное" в представлениях выпускников педагогического вуза о факторах жизненна успеха // Образование в Сибири. — 2003. — № 1.
- Гендин А. М. Цель и её роль в детерминации социальных процессов // Перспектива. Ежегодный альманах. — СПб., 2005.
- Гендин А. М. Учителя о современном состоянии общеобразовательной школы // Философия образования. — Новосибирск: Изд-во СО РАН, 2006. — № 1.
- Гендин А. М. Студенты о здоровом образе жизни: желаемая ситуация и реальная действительность // Теория и практика физической культуры. Научно-теорет. журнал. — М., 2007. — № 7.
- Гендин А. М. Мотивы выбора учительской профессии выпускниками педагогического вуза // Личность Творчество. Современность. Сб. науч труд.. — Красноярск: СибЮИ МВД России, 2009. — Вып. 12. — С. 206-212.
- Гендин А. М. Предисловие // Мартынец М. С., Зорина В. Л. Диалектика учебного процесса. Модуль "Единство языков в их многообразии": учебное пособие для слушателей системы дополнительного профессионального образования по программам переподготовки и повышения квалификации специалистов, аспирантов и студентов специальностей 020400 (030301) Психология и 030500 (050501) Педагог профессионального обучения. — Красноярск: СибГТУ, 2009. — 83 с. — 300 экз. — ISBN 978-5-8173-0365-0.
- Гендин А. М. Ценности и ценностные ориентации в системе факторов детерминации деятельности // Вестник Красноярского педагогического университета имени В. П. Астафьева. — 2012. — № 2. — С. 23—37.
- Гендин А. М. Специфика целевой детерминации деятельности // Вестник Иркутского государственного технического университета. — Иркутск: ИрГТУ, 2012. — № 5. — С. 205—211.

на других языках
- Gesellschaftsprognose und «Odipuseffekt» // Gesselschafts Wissenschaftliche Beitrage. — ГДР, Берлин 1971. — № 2.
- The Place of Health, Physical Culture and Sport Activity in the Life and Value orientation of sovi School Students./ «International Review for the Sociology of Sport». Volume 20. — Munchen, 1985. −1/2. (В соавторстве); Резюме на анг., франц., нем., исп., кит. языках.
- Social Prognostics and its Methodological Functions / Abstracts International congress of Log Methodology and Philosophy of Science Moscow, USSR, 17-22 august 1987.
- The status of health and physical culture in a system of value orientation of different groups of you people./ Sport Science Review. 10. Jahrgang, 1987. Berlin Ежегодник Межд. совета по спортивн науке и физическому воспитанию. — Берлин, 1987. (В соавторстве).
- Physical Education and Sports in the Wag of Life of Students. // Physical Culture and Sports in the W of Life of the Young Yencration. Praha. — Прага, 1987. (В соавторстве)
- The Role of the Family in the Physical Education of preschool Children // International Review for 1 Sociology of Sport. Volume 23, 1988, № 2. Munich. (В соавторстве).
- Vocatjonal Juidance for School Students. Russian Education and Society. July 1997, vol. 39, N Armonk, N J. (В соавторстве).
- Teachers and Parents on the Current State and Prospects of the Russian Comprehensive Scho Progress in Education. Vol. 8, 2002. R. Nata (Editor) USA/ (В соавторстве).
- Opinion Of Participants Of the Educational Process Regarding the Introduction of Integrated Teach In Russian Conditions Nova Science Publishers. N.Y. Vol 8. 2005 pp. 261–271. (В соавторстве).
- Evolution of Valuable Orientations of Student Youth in the Conditions of Market Transformations i: Russia (Based on the Materials of Sociological Monitoring) // Russian Sociology in Turbulent Times Ed. by V. A. Mansurov. Moscow — Geneva: RSS, 2011.pp. 288–299.

### Научная редакция
- Материалы научной конференции, посвященной 50-летию Советской власти : (философия и научный коммунизм) / ред.: В. Ф. Голосов (отв. ред.), А. М. Гендин, И. Г. Никольский. — Красноярск: Краснояр. пед. ин-т, 1968. — 99 с.
- Голосов В. Ф. Проблема предмета философии в теоретическом наследстве классиков мерксизма-ленинизма : учебное пособие / гл. ред. А. М. Гендин. — Красноярск: Краснояр. пед. ин-т, 1971. — 248 с. — 2000 экз.
- Проблемы философии и научного коммунизма: сборник статей. Вып. 7 / отв. ред. А. М. Гендин. — Красноярск: Краснояр. пед. ин-т, 1971. — 117 с.
- Проблемы философии и научного коммунизма: сборник статей. Вып. 8 / отв. ред. А. М. Гендин. — 1971. — 111 с.
- Пути совершенствования управления в свете решений XXIV съезда КПСС : (краткие тезисы научно-практической конференции) Секция "Теоретические проблемы управления" / Краснояр. краевая орг. о-ва "Знание" РСФСР, Краснояр. краев. совет НТО; ред.: В. Г. Байкова, А. М. Гендин, Ж. Т. Тощенко. — Красноярск: Красноярский рабочий, 1972. — 228 с.
- Пути совершенствования управления в свете решений XXIV съезда КПСС : (краткие тезисы научно-практической конференции). Секция "Социально-экономические проблемы управления" / Краснояр. краевая орг. о-ва "Знание" РСФСР, Краснояр. краев. совет НТО; ред. А. Н. Фалалеев и др.. — Красноярск: Красноярский рабочий, 1972. — 128 с.
- Пути совершенствования управления в свете решений XXIV съезда КПСС : (краткие тезисы научно-практической конференции).Секция "Социально-политические проблемы управления" / Краснояр. краевая орг. о-ва "Знание" РСФСР, Краснояр. краев. совет НТО; ред.: А. М. Гендин, В. Х. Беленький. — Красноярск: Красноярский рабочий, 1972. — 213 с.
- Пути совершенствования управления в свете решений XXIV съезда КПСС : (краткие тезисы научно-практической конференции). Секция "Духовная жизнь трудящихся и управление" / Краснояр. краевая орг. о-ва "Знание" РСФСР, Краснояр. краев. совет НТО; ред.: А. М. Гендин, И. Г. Никольский. — Красноярск: Красноярский рабочий, 1972. — 272 с. — 700 экз.
- Пути совершенствования управления в свете решений XXIV съезда КПСС : (краткие тезисы научно-практической конференции). Секция "Организационно-технические проблемы управления" / Краснояр. краевая орг. о-ва "Знание" РСФСР, Краснояр. краев. совет НТО; ред.: А. М. Гендин, М. Г. Турубинер. — Красноярск: Красноярский рабочий, 1972. — 173 с.
- Пути совершенствования управления в свете решений XXIV съезда КПСС : (краткие тезисы научно-практической конференции). Секция "Производственный коллектив и проблемы управления" / Краснояр. краевая орг. о-ва "Знание" РСФСР, Краснояр. краев. совет НТО отв.; ред.: А. М. Гендин, И. В. Добрыднев. — Красноярск: Красноярский рабочий, 1972. — 303 с. — 700 экз.
- Проблемы философии и научного коммунизма: сборник статей. Вып. 9 / отв. ред. А. М. Гендин. — Красноярск: Краснояр. пед. ин-т, 1973. — 144 с.
- Научно-методическая конференция "Взаимосвязь теории, методики и передового опыта пропаганды - основа эффективности марксистско-ленинского образования": (краткие тезисы) / Краснояр. краевая орг. о-ва "Знание" РСФСР ; ред. А. М. Гендин ; отв. за вып. В. П. Кузнецов и др.. — Красноярск. — Красноярский рабочий, 1975. — 214 с.
- Проблемы социального прогнозирования: сборник статей. Вып. 2 / сост. В. Е. Елисеев, В. М. Никифоров; редкол.: А. М. Гендин (отв. ред.) и др.. — Красноярск: Издательство КГПИ, 1976. — 220 с.
- Проблемы социально-экономического развития производственных коллективов / отв. ред. А. М. Гендин. — Красноярск: Красноярский рабочий, 1976. — 138 с.
- Проблемы социального прогнозирования: сборник научных трудов. Вып. 1 / отв. ред. А. М. Гендин. — Красноярск: Издательство КГПИ, 1975. — 218 с.
- Чудинова И. М. Теоретические основы проблемы потребностей личности: социологический аспект / отв. ред. А. М. Гендин. — Красноярск: Красноярское книжное издательство, 1975. — 246 с.
- Проблемы социального прогнозирования: сборник статей. Вып. 3 / сост. В. Е. Елисеев, Т. А. Удодова; редкол.: А. М. Гендин (отв. ред.) и др.. — Красноярск: Издательство КГПИ, 1977. — 155 с.
- Проблемы социального прогнозирования: сборник научных трудов. Вып. 4 / отв. ред. А. М. Гендин. — Красноярск: Издательство КГПИ, 1978. — 144 с.
- Проблемы социального прогнозирования: сборник научных трудов. Вып. 5 / отв. ред. А. М. Гендин. — Красноярск: Издательство КГПИ, 1979. — 143 с.
- Проблемы социального прогнозирования : сборник научных трудов. Вып. 6: Методологические аспекты социального прогнозирования / ред. А. М. Гендин; сост.: Р. Е. Николаев, М. И. Вощикова. — Красноярск: Издательство КГПИ, 1981. — 128 с. — 800 экз.
- Проблемы социального прогнозирования: сборник научных трудов. Вып. 7: Проблемы прогнозирования и планирования развития образования и педагогической науки / редкол.: А. М. Гендин (отв. ред.) и др.. — Красноярск: Издательство КГПИ, 1982. — 160 с.
- Актуальные проблемы исторического материализма: (в свете ленинского теоретического наследия) / ред. кол.: А. М. Гендин и др.. — Красноярск: Краснояр. гос. ун-т, 1982. — 199 с. — 500 экз.
- Березовский П. И. Понятие материи в системе категорий диалектического материализма / ред. А. М. Гендин ; рец.: Е. Ф. Солопов, А. П. Шептулин. — Красноярск: Издательство Красноярского университета, 1982. — 189 с. — 1000 экз.
- "Развитие массовых форм физической культуры и спорта в свете решений XXVI съезда КПСС": тезисы докладов научно-практической конференции 12-14 октября 1982 г., Красноярск / Ком. по физ. культуре и спорту при Совете министров СССР, Краснояр. краев. ком. по физ. культуре и спорту, Краснояр. гос. пед. ин-т ; редкол.: А. М. Гендин (отв. ред.) и др.. — Красноярск: Издательство КГПИ, 1982. — 167 с.
- Проблемы социального прогнозирования. Вып. 8: Вопросы методологии и методики социального прогнозирования : сборник научных трудов / М-во просвещения РСФСР, Краснояр. гос. пед. ин-т ; ред. А. М. Гендин ; сост.: А. И. Алехин, М. И. Вощикова ; рец.: А. Я. Райбекас, И. М. Чудинова. — Красноярск: Издательство КГПИ, 1983. — 118 с. — 800 экз.
- Проблемы социального прогнозирования: сборник научных трудов Вып. 9: Критика буржуазной футурологии / отв. ред. А. М. Гендин. — Красноярск: Издательство КГПИ, 1984. — 140 с.
- Проблемы социального прогнозирования: сборник научных трудов. Вып. 10: Вопросы прогнозирования и планирования развития личности. — Красноярск: Издательство КГПИ, 1985. — 166 с.
- Проблемы социального прогнозирования : сборник научных трудов. Вып. 11: Методологические вопросы общественно-исторического предвидения / ред. А. М. Гендин; сост.: Н. А. Игнатов, М. И. Вощикова; рец.: А. Я. Райбекас, И. М. Чудинова. — Красноярск, 1986. — 166 с. — 800 экз.
- Актуальные проблемы общественных наук : тезисы докладов краевой научно-практической конференции молодых ученых и специалистов / КГПИ, Краснояр. краев. ком. ВЛКСМ, Обществ. н.-и. центр пробл. молодежи при краев. ком. ВЛКСМ и др. ; редкол.: Н. С. Шилов, А. М. Гендин ; отв. за вып. С. И. Пешков. — Красноярск: Красноярский рабочий, 1986. — 216 с.
- Проблемы социального прогнозирования: сборник научных трудов. Вып. 13 : Социальное прогнозирование, планирование, проектирование / отв. ред. А. М. Гендин. — Красноярск: Издательство КГПИ, 1988. — 169 с. — 500 экз.
- Состояние и факторы профориентации и профадаптации кадров в лесном хозяйстве : опыт конкретно-социологического анализа / А. М. Гендин [и др.] ; Всесоюз. ин-т повышения квалификации руководящ. работников и специалистов лес. хоз-ва, Краснояр. гос. пед. ин-т. — Красноярск: Издательство КГПИ, 1991. — 100 с. — 500 экз.
- Социальные проблемы переходного общества : тезисы докладов Всероссийской научно-практической конференции 25-27 февраля 1992 г. / отв. ред. В. В. Сартаков. — Красноярск: Краснояр. ассоц. социологов, 1992. — 131 с.
- Проблемы формирования здорового образа жизни учащейся молодежи и детей дошкольного возраста : материалы республиканской научно-практической конференции., г. Красноярск, 17 ноября 2005 года / Федерал. агентство по образованию, ГОУ ВПО "Краснояр. гос. пед. ун-т им. В. П. Астафьева"; редкол.: А. М. Гендин, М. И. Сергеев, В. И. Усаков. — Красноярск: КГПУ, 2005. — 389 с. — 150 экз. — ISBN 5-85981-115-2.

## Интервью
- Маркович, Михаил Философ Александр Гендин: «Мы живём за счёт будущего страны» // «Аргументы и факты на Енисее». 08 (584)